# Lee Gaze
Lee James Gaze (Reino Unido, 23 de mayo de 1975) es el guitarrista actual de No Devotion y exguitarrista de las bandas Lostprophets y Fleshbind.

## Primeros años
Gaze nació en Pontypridd y creció en una propiedad municipal en el pueblo de Pontypridd, Rhydyfelin. No le fue bien en la escuela porque estaba más interesado en tocar thrash metal : ¡como le dijo a Kerrang! en 2006, "Antes de descubrir la música, era un delincuente total, y luego Iron Maiden cambió mi vida. Solo había estado escuchando pop antes de eso. Un amigo mío consiguió una cinta y me la puso y nos obsesionamos". " También era un gran admirador de Megadeth , Metallica y Slayer.

## Carrera
En 1991, Gaze formó su primera banda, Aftermath, que también contó con Ian Watkins . Grabaron un demo, Discontent y en 1994 unieron fuerzas con otros dos músicos locales y formaron Fleshbind. La banda grabó tres demos y vio algo de éxito en su carrera de tres años, incluyendo un show para Metal Hammer en el London Astoria. Cansados por la falta de dirección, Gaze y Watkins disolvieron Fleshbind y formaron Lostprophets junto a Mike Chiplin en la batería, más tarde reclutaron a Mike Lewis , Stuart Richardson y Jamie Oliver. Gaze fue el guitarrista principal y uno de los compositores clave de la banda. Lostprophets se disolvió en octubre de 2013 después de que Watkins fuera arrestado y luego encarcelado por 29 años. Los miembros restantes más tarde formaron una nueva banda, No Devotion , con Geoff Ricklycomo cantante principal. La banda ha estado trabajando recientemente en su segundo álbum. 

## Discografía

### Lostprophets
- Thefakesoundofprogress (2001) (Remasterizado)
- Start Something (2004)
- Liberation Transmission (2006)
- The Betrayed (2010)
- Weapons (2012)

### No Devotion
- Permanence (2015)
- No Oblivion (2022)